# SPACE ANGEL 2001円宇宙の旅
『SPACE ANGEL 2001円 宇宙の旅(スペースエンジェル　2001えんうちゅうのたび)』は、2000年4月2日から6月25日まで、日本テレビ（地上波のほかCS★日テレでも放送されていたため未放送の地域でもCS受信機を用いれば視聴可能だった）で放映されたテレビドラマ。（全13回）

## 概要
ジャニーズJr.の長谷川純、加藤成亮、東新良和が出演したSFコメディドラマ。
遊園地に遊びに行った少年たちが、誤って宇宙船に乗ってしまい、数々の試練を乗り越えてたくましく成長するというストーリー。 
あからさまに着ぐるみのような宇宙人が登場するが、それは宇宙服で中には別の姿があるという、チープさを逆手に取った設定が妙な味を出していた。
ちなみにプロデュースした原田泉によると、視聴率が低く（平均視聴率4.78%）、打ち切られたとのことである。

## ストーリー
エネルギー源であるヘリウムガスを求めて地球にやって来たアジャ星人。その宇宙船に誤って乗り込んでしまった、ヒロシ（長谷川純）、ケンジ（東新良和）、マサル（加藤成亮）、ミカ（北浦実千枝）の4人。果たしてアジャ星人たちの運命は?、そして少年たちは無事、地球に戻る事が出来るのか?…。

## スタッフ
- プロデューサー - 伊藤響、猪股隆一、原田泉(ROBOT)
- 脚本 - 倉森勝利、原田泉
- 演出（監督）- 石毛浩介、猪股隆一
- 助監督 - 東條政利、斉藤豊
- 制作協力 -  ROBOT（ロボット）